# Lshw

lshw est une commande sous Unix (et GNU/Linux) qui affiche des informations très détaillées sur les périphériques d'un ordinateur.
- sudo lshw

Pour connaître le nom logique de l’interface réseau sous Debian ou Ubuntu (eth0 ou eth1 ou … )
cette commande est souvent nécessaire lorsque le système Linux est lancé dans une machine virtuelle VMware, 

qui a été précédemment copiée ou dupliquée.
Voici un exemple de résultat sur un système Ubuntu LTS 10.04 sous VMware (dans ce cas c'est eth0) :
```
sudo
 
lshw
 
-C
 
network

 
*-network
               

       
description:
 
Ethernet
 
interface

       
product:
 
79c970
 
[
PCnet32
 
LANCE
]

       
vendor:
 
Hynix
 
Semiconductor
 
(
Hyundai
 
Electronics
)

       
physical
 
id:
 
1

       
bus
 
info:
 
pci@0000:02:01.0

       
logical
 
name:
 
eth0

       
version:
 
10

       
serial:
 
00
:0c:29:1e:33:b9

       
size:
 
1Gbit/s

       
capacity:
 
1Gbit/s

       
width:
 
32
 
bits

       
clock:
 
33MHz

       
capabilities:
 
bus_master
 
rom
 
ethernet
 
physical
 
logical
 
tp
 
1000bt-fd

       
configuration:
 
autonegotiation
=
off
 
broadcast
=
yes
 
driver
=
vmxnet
 
driverversion
=
2
.0.8.0
 
duplex
=
full
 
firmware
=
N/A<br
 
/>

        
ip
=
192
.168.1.200
 
latency
=
64
 
link
=
yes
 
maxlatency
=
255
 
mingnt
=
6
 
multicast
=
yes
 
port
=
twisted
 
pair
 
speed
=
1Gbit/s

       
resources:
 
irq:19
 
ioport:2000
(
size
=
128
)
 
memory:dc400000-dc40ffff
sudo
 
lshw
 
-C
 
network
 
|
 
grep
 
"logical name"

  
logical
 
name:
 
eth0

```

## Commandes apparentées
- lspci est un outil pour interroger le bus PCI, utilisant /proc,
- hwinfo pour tout le matériel,
- lsusb pour tout le matériel USB,
- linuxinfo,
- hdparm, outil basé sur /proc/ide  (par exemple le disque dur).